# Sprang

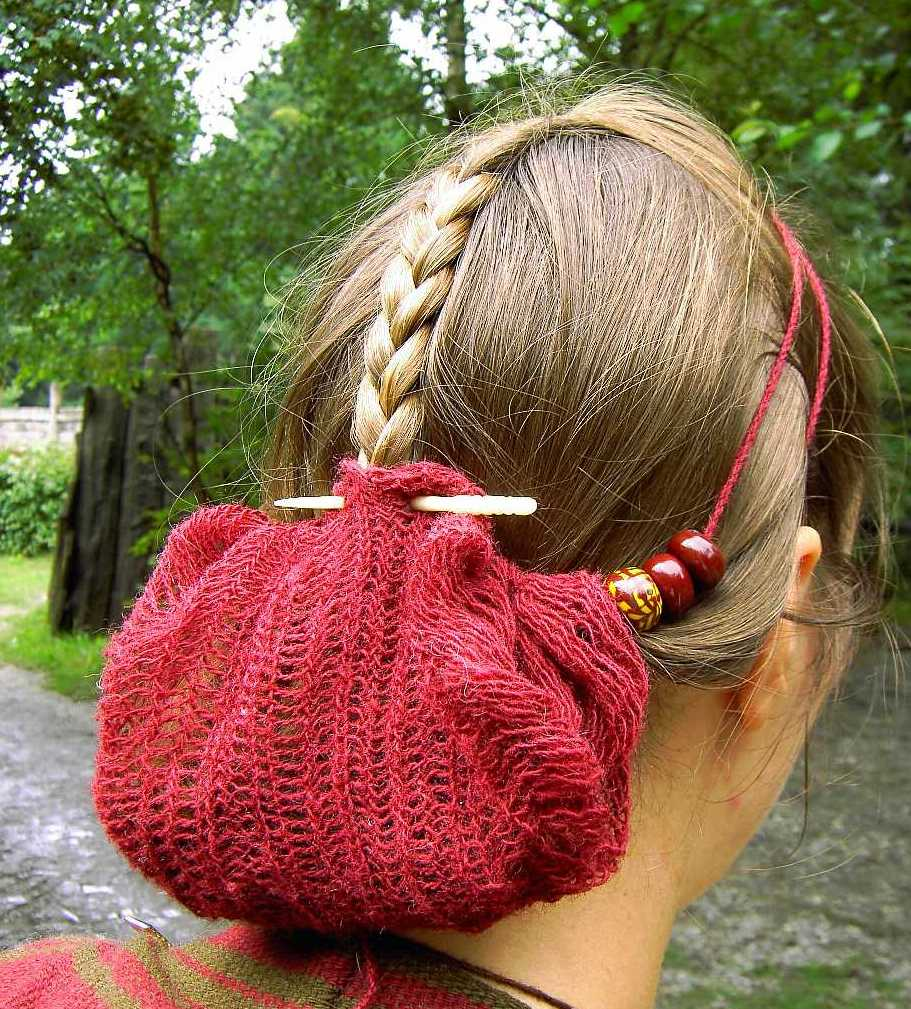
Résille à cheveux réalisée au moyen de la technique du Sprang

Le sprang est une très ancienne méthode de construction de tissu dont le résultat final ressemble à certains ouvrages en tricot ou au crochet. La technique utilisée est cependant totalement différente.
Des artefacts datant de l'âge du bronze ont été découverts lors de fouilles archéologiques. Historiquement, certains objets ont été identifiés à tort comme étant des objets tricotés ou en dentelle.
La technique du sprang a été utilisée par une variété de cultures et de traditions sur plusieurs continents. Sa pratique  a diminué au cours du XXe siècle.

## Technique
Le sprang se travaille soit à l'aide d'un cadre, soit entre une paire de poutres parallèles. La longueur finale du tissu réalisé est égale à la hauteur verticale du cadre ou de la distance entre ces poutres.

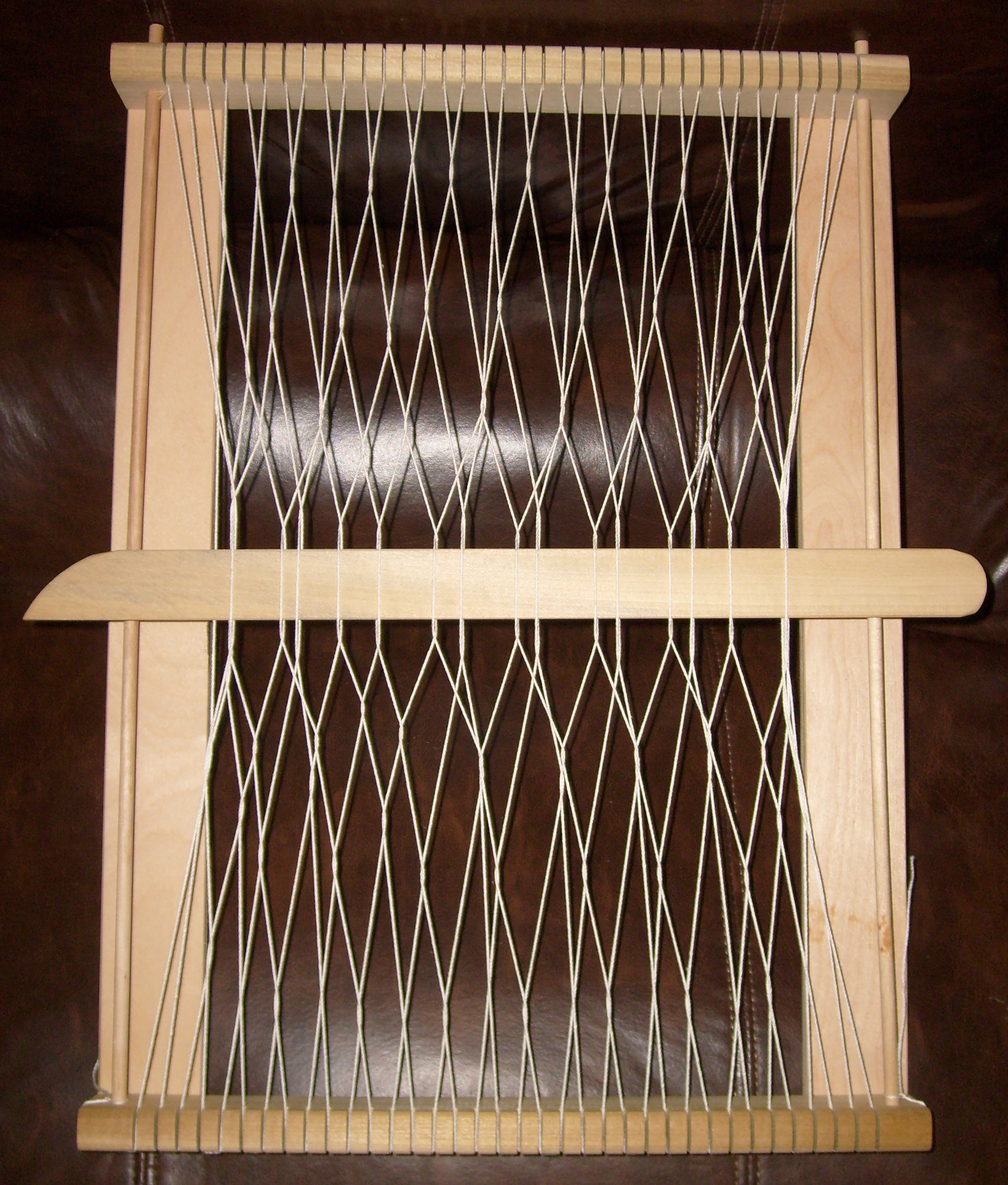
Réalisation de sprang à l'aide d'un cadre en bois. Le fil a été enroulé en boucles de part et d'autre du cadre ; un morceau de bois horizontal maintient en place les torsions déjà réalisées.

Le fil est préparé en l'enroulant en boucles de part et d'autre du cadre et en les croisant au milieu du cadre. Le fil est ensuite attaché au cadre et souvent, un fil séparé est attaché lui horizontalement de part et d'autre du cadre, de manière à séparer l'avant de l'arrière des boucles. La longueur du fil utilisé détermine le nombre de boucles finales et sa largeur. Le sprang est réalisé en tordant ensemble des fils de manière à faire passer la partie avant des boucles sur l'arrière et inversement. Ces torsions créent une sorte de rang, identique aux deux extrémités du cadre (une seule série de torsions crée donc simultanément deux rangs, l'un en haut et l'autre en bas du cadre). Il est nécessaire de maintenir ces rangs -  qui sinon se défont instantanément - par l'insertion d'une tige, d'un bâton, etc.
Contrairement à la plupart des techniques de production textile qui ajoutent de nouvelles rangées à la fin des rangées terminées, la technique du sprang requiert un travail au centre d'un groupe de fibres et le matériau se développe vers l'intérieur des deux extrémités avec des moitiés supérieure et inférieure symétriques.
Des motifs décoratifs peuvent être générés par des variations régulières des croisements de fibres. Au fur et à mesure que les croisements s'accumulent, l'artisan bat le matériau à plat avec un bâton ,. Le travail se poursuit avec le matériau qui croît des deux bords vers le milieu et ce jusqu'à ce que la bande centrale devienne trop serrée pour continuer le travail. Le tissu terminé est soit séparé en deux éléments identiques, soit fixé en permanence au milieu pour stabiliser les torsions contraires. Lorsque ces deux moitiés identiques du sprang ne sont pas coupées en leur milieu, cette couture centrale permet de repérer que l'artefact a été réalisé en utilisant la technique du sprang.

## Histoire et usages

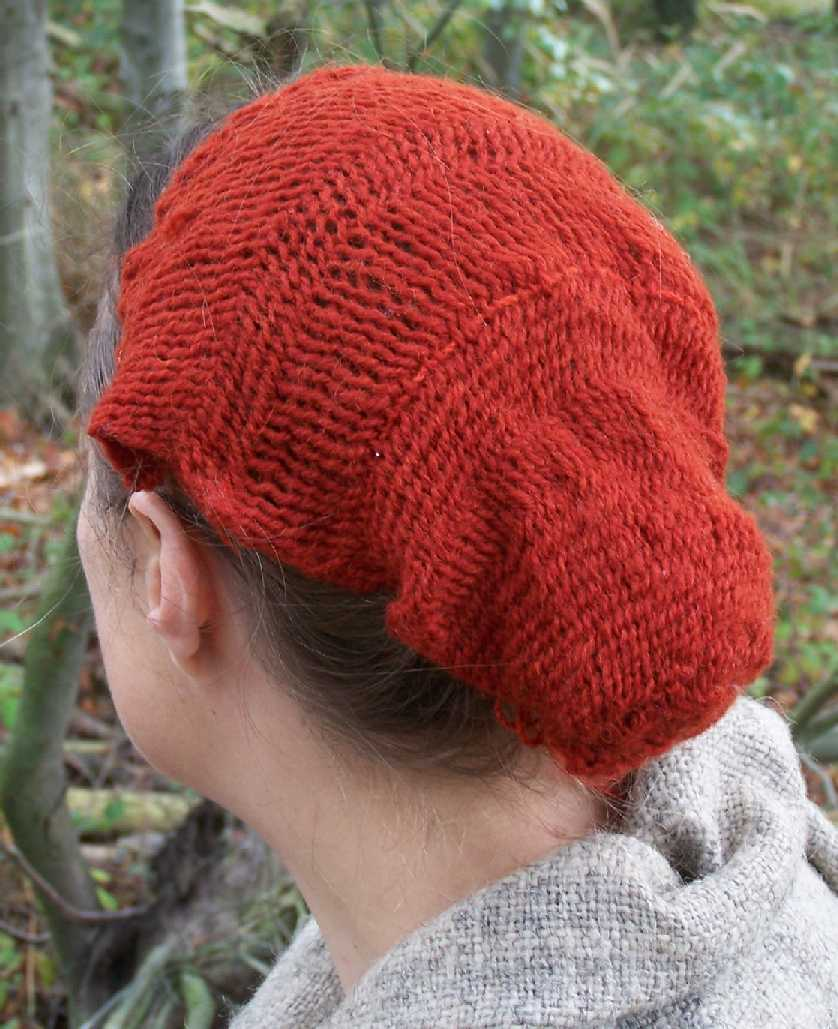
Reconstruction d'un filet à cheveux datant de l'âge du fer provenant du Danemark.

Le mot anglais sprang est d'origine suédoise,. Le premier exemple survivant de sprang est un filet à cheveux, c. 1400 avant J.C., qui a été récupéré dans une tourbière au Danemark. En Europe et dans le bassin méditerranéen, la plupart des découvertes archéologiques de tissu sprang proviennent de la fin de l'ère classique et du haut Moyen Âge des artefacts en sprang ont ainsi été mis au jour en Norvège (troisième au cinquième siècle apr. J.-C.), en Suisse, en Égypte (peut-être la XXIIe dynastie, également copte précoce) et dans divers sites romains.
La technique du sprang est également d'utilisation très ancienne en Amérique du Sud. Les plus anciens vestiges connus datent de 900 av. J.-C. et sont l’œuvre d'artisans de la culture nazca (Pérou actuel).
Des artefacts réalisés en sprang ont également été découvert au Moyen-Orient, en Asie centrale, dans le sous-continent indien et en Amérique du Nord. Comme le naalbinding, la technique du sprang s'est ainsi développée indépendamment dans plusieurs régions du monde.
L'élasticité naturelle du sprang le rend approprié pour la création de bas, de filet à cheveux, de manches, de sac, de jarretières, de foulard, de hamac et tout autre objet où un matériau souple est souhaitable.